# Tibetaans dodenboek
Het Tibetaans dodenboek (Tibetaans: Bardo Thödol, 'bevrijding door horen in de tussenstaat') is een tekst, die deel uitmaakt van een verzameling van honderden stervensteksten. De teksten maken deel uit van de culturele en literaire erfenis van de nyingmatraditie van het Tibetaans boeddhisme. Naast teksten over de drie bardo's, ofwel overgangsfasen tussen het sterven en wedergeboorte bevat de tekst beschrijvingen van drie andere overgangsfasen: het leven, de droom en meditatie.
Een Tibetaans literair genre met een vergelijkbare thematiek is dat van de delok.
In het Tibet van voor 1960 was de tekst van het Tibetaans dodenboek nagenoeg volledig onbekend. De eerste Engelse vertaling kwam in 1927 uit onder verantwoordelijkheid van de Amerikaan Walter Evans-Wentz (1875-1965). Hij gaf de tekst als titel het Tibetaans dodenboek, vanwege de door hem veronderstelde culturele verwantschap met het toen al bekende Egyptisch dodenboek.

## Geschiedenis

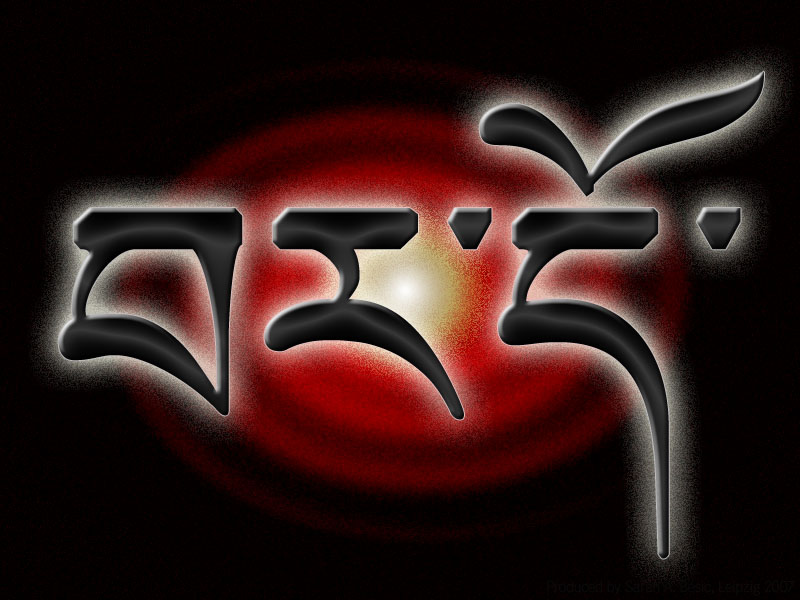
Typografische weergave van het begrip Bardo

In het religieus en historisch perspectief van de nyingma-traditie werd het Bardo Thödol na eeuwenlang mondeling overgeleverd te zijn, in de achtste eeuw samengesteld door de Indiase mysticus Padmasambhava en op schrift gesteld door zijn partner Yeshe Tsogyal. Het werd daarna verborgen om eeuwen later weer herontdekt te worden. Het werk is waarschijnlijk het bekendste voorbeeld van Tibetaanse termaliteratuur.
In historische en feitelijke zin is het werk in de veertiende eeuw ontstaan, geschreven en samengesteld.
De authenticiteit van veel teksten van de nyingma werd al vanaf de elfde eeuw in het historisch Tibet betwist. Het is een van de redenen, dat er in de canon van het Tibetaans boeddhisme, de kangyur en tengyur, nauwelijks teksten van de nyingma opgenomen zijn.
De gelughistoricus Sumpa Yeshe Peljor schrijft bijvoorbeeld eind achttiende eeuw.
 Het is gemakkelijk te bewijzen dat zij (Padmasambhava en de andere meesters uit de achtste eeuw) zelfs maar niet een fractie geschreven kunnen hebben van de oude doctrines die nu nog in dit land van de sneeuw aanwezig zijn, zoals (volgt een hele opsomming van titels). Deze oude doctrines werden pas veel later aan Padmasavambha toegeschreven. De zogenaamd beroemde oude vertalingen en de geestesterma werden geschreven door talloze bedriegers, die deze verhalen af en toe mengden met wat woorden van de Veroveraar op een wijze zoals het hen uitkwam. Iedereen die een beetje gestudeerd heeft en naar die teksten kijkt, zal dat zien.

## Essentie van de tekst

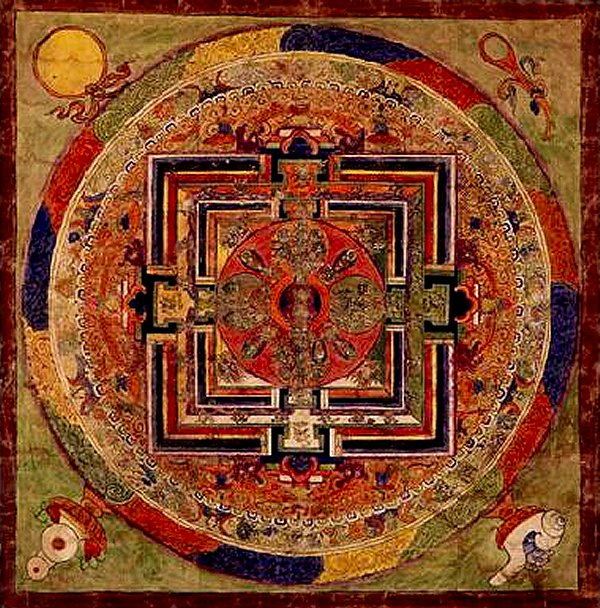
Verbeelding van de mandala, die in de tweede fase van de bardo verschijnt

Het wordt in de traditie gebruikt als een stervenstekst, die luid opgezegd wordt in de aanwezigheid van een stervend of overleden persoon.De tekst beschrijft het proces van overlijden en wedergeboorte in termen van de drie overgangsfasen of bardo's (bar do betekent letterlijk tussen twee).
De eerste en kortste fase is de bardo op het moment van de dood, wanneer een diepe staat van bewustzijn, het heldere licht verschijnt (chi kha í bar do) Als de stervende in staat is dat als realiteit te herkennen, wordt hij onmiddellijk bevrijd van het wedergeboren worden.
Indien dat niet het geval is – en dat geldt voor vrijwel iedereen – begint de tweede staat van bardo (chos nyid bar do). Het verloren gaan van de persoonlijkheid als gevolg van het overlijden onthult een nieuwe realiteit. Deze keer niet als een helder licht, maar in de vorm van een mandala van 58 toornige godheden en een mandala van 42 vredelievende godheden. Deze godheden verschijnen in het bewustzijn van de overledene in de dagen na het overlijden.
Als ook deze realiteit niet herkend wordt – en dat geldt opnieuw voor vrijwel iedereen – breekt de derde bardo aan (srid pa i bardo). Dat is de bardo van het mundane bestaan waar men opnieuw wedergeboren wordt in een van de zes sferen: goden, halfgoden, mensen, dieren, hongerige geesten of in de hel.

## Herkomst en uitoefening
In de achtste eeuw was de Chinese prinses Jingcheng een van de vrouwen van een lid van de koninklijke familie van het Tibetaanse Rijk. Een tekst uit het Testament van Ba maakt duidelijk dat zij een rouwperiode na het overlijden van politiek belangrijke personen van 49 dagen introduceerde . Dat is de rituele periode die naderhand een geloofsartikel in het Tibetaans boeddhisme is geworden waarbij mensen na uiterlijk zeven weken wedergeboren worden.
Stervensteksten werden en worden – meestal door lama's – gereciteerd vanaf het moment kort voor het overlijden. De teksten worden verondersteld hulp te geven om het sterven met waardigheid en vertrouwen door te komen en de ziel van de overledene te ondersteunen bij zijn/haar zoektocht naar de wedergeboorte.
In een ideale en gewenste situatie dienst het reciteren van de teksten 49 etmalen onafgebroken volgehouden te worden. Dat vereist aanzienlijke aantallen lama's. Alleen enkele zeer vermogende families kunnen zich een dergelijke gewenste situatie veroorloven.

## Rol van het boek in het Westen

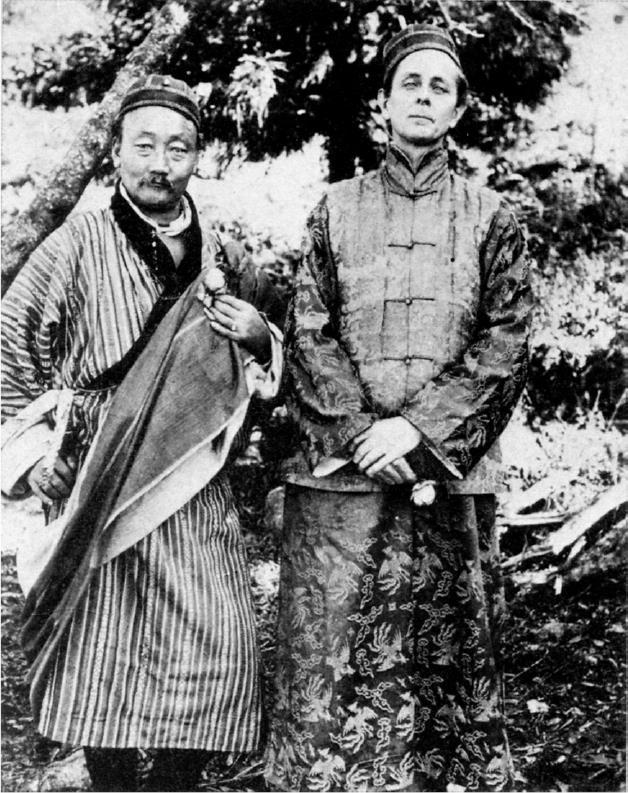
Walter Evans-Wentz (rechts) en Kazi Dawa Samdup ca. 1919

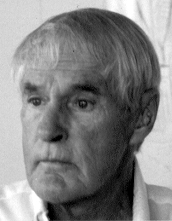
Timothy Leary

Het Tibetaanse dodenboek is een klassiek voorbeeld van een tekst die in een Engelse vertaling vanaf eerste helft 20e eeuw in het Westen zeer veel bekender was dan in Tibet zelf. De grote meerderheid van Tibetaanse lama's was tot aan Tibetaanse diaspora volstrekt onwetend van het werk. Het was alleen bekend bij enige geleerden die een studie gemaakt hadden van teksten uit de historische literatuur van de nyingmatraditie. Die zouden de tekst herkend hebben als een deel van een veel grotere verzameling stervensteksten die wel door nyingmalama's werd gebruikt.
De eerste Engelse vertaling kwam in 1927 uit onder verantwoordelijkheid van de Amerikaan Walter Evans-Wentz. In 1901 sloot hij zich aan bij de Amerikaanse sectie van de Theosophical Society van Helena Blavatsky. Hij studeerde daarna af in Keltische folklore met de these Het Elvengeloof in de Keltische landen. Hij ging daarna op wereldreis en arriveerde in 1919 in Darjeeling in India. Ondanks het feit dat hij nooit een andere taal dan zijn moedertaal Engels heeft leren beheersen, verzamelde hij een groot aantal manuscripten in het Sanskriet, Pali en Tibetaans. Een van die teksten liet hij vertalen door Kazi Dawa -Samdup, een zonderlinge Tibetaanse occultist. De eerste ruwe versie van die vertaling zond Evans-Wentz naar de Nederlandse oriëntalist en theosoof Johan van Manen (1877-1943) om commentaar.
Die vertaling is de kern geworden van wat in de Europese talen het Tibetaanse dodenboek zou gaan heten. Evans-Wentz is zijn hele leven theosoof gebleven. In het voorwoord van de tweede editie van 1948 refereert hij uitdrukkelijk daaraan. Hij legt een verbinding tussen de tekst van het Tibetaans dodenboek met onder meer Mysteries uit de oudheid, voorchristelijke tradities die verloren zouden zijn gegaan, het Egyptisch dodenboek en met de zeer omstreden tekst van Blavatsky's De Geheime Leer.
In essentie wordt vanaf 1927 het Tibetaans dodenboek een cult in sommige Europese en Noord-Amerikaanse kringen. Daarin werd het boek een soort containerbegrip waar velen hun eigen definities en opvattingen uit formuleren.
Carl Gustav Jung gebruikte elementen uit de eerste Duitse vertaling van 1934 in zijn vete met Sigmund Freud inzake de psychoanalyse. Hij zag in het boek een bevestiging van zijn leer inzake het collectief onbewuste en de archetypen.
In 1964 verscheen The Psychedelic Experience: A Manual based on the Tibetan Book of the Dead van onder meer Timothy Leary en Richard Alpert.
De drie staten van bardo werden nu gezien als stadia in een acid trip en het Tibetaans dodenboek als bewijs voor het gebruik van lsd voor therapeutische en spirituele verrijking.
In 1992 verscheen weer een nieuwe versie van Sogyal Rinpoche een lama die in Californië leeft.
Sogyal is een van die lama's die in het Westen woont en de opvatting uitdraagt dat Tibet – en eigenlijk ook het hele Himalayagebied – als voertuig en adherentiegebied van het Tibetaans boeddhisme definitief verloren is gegaan en op zijn hoogst de wijsheid van Tibet bewaard kan blijven. Deze versie heeft dan ook een hoog gehalte aan kosmopolitisch eclecticisme waarin opnieuw vele andere – universeel geachte – boodschappen worden geuit.
In 1993 verscheen een nieuwe vertaling van Robert Thurman.
In dit boek – net zoals in de boeken van Leary, Evans Wentz en Sogyal Rinpoche – wordt de helft van de pagina's gevuld met eigen opvattingen en interpretaties van de auteur. De essentie van het boek van Thurman is, dat hij bijvoorbeeld op basis van beschrijvingen van bijna-doodervaringen een formele wetenschappelijke onderbouwing probeert te geven van het zijn inziens ook materieel bestaande proces van wedergeboorte en de werkelijke en reële existentie van de drie bardo's.
In 2005 werd een grotendeels door Gyurme Dorje verzorgde nieuwe vertaling  gepubliceerd. De publicatie pretendeert de  ‘eerste complete vertaling’ te zijn. Deze versie is de eerste die ander materiaal uit de termacyclus van stervensteksten  toe heeft gevoegd aan de vertaling. De begeleidende teksten in deze publicatie volgen de traditionele - historisch dus onjuiste - lijn van herkomst uit de achtste eeuw, rol van Padmasambhava, etc. 

## In de hedendaagse literatuur van de nyingma
De populariteit van de tekst van het dodenboek in het Westen staat in groot contrast met de nog steeds onbeduidende plaats die de tekst inneemt in ook de hedendaagse literatuur van de nyingma. De tweede düdjom rinpoche, Jigdral Yeshe Dorje (1904-1987), was de belangrijkste auteur van de traditie in de 20e eeuw. In de jaren na 1960 schrijft hij in India zijn werk, The Nyingma School of Tibetan Buddhism: Its Fundamentals and History. Het werk is een compilatie van de culturele en spirituele erfenis van de nyingma en bedoeld om in een compleet veranderde werkelijkheid de kennis daarvan voor toekomstige generaties te behouden. In het zeer omvangrijke werk wordt de tekst van het dodenboek slechts zeer terloops en in welgeteld één zin weggezet.

## Nederlandse vertaling
Een Nederlandse vertaling van het boek verscheen onder andere in 1991 bij Servire.